# 호소카와 유키타카 (1637년)

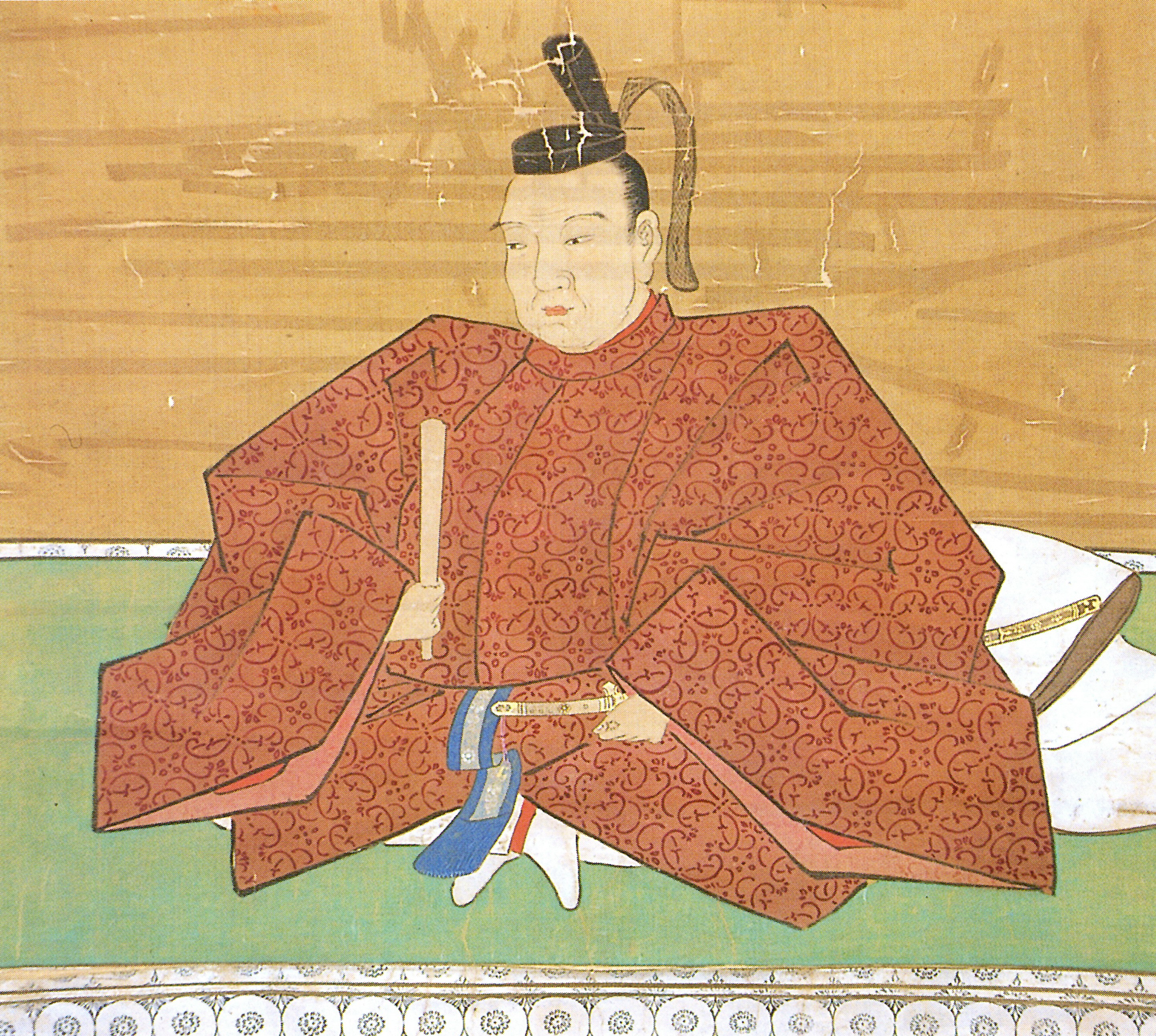
호소카와 유키타카

호소카와 유키타카(細川行孝, 1637년 3월 30일 ~ 1690년 7월 9일)는 히고 우토번 초대 번주이다. 호소카와 다쓰타카의 장남이자 호소카와 다다오키의 손자이다.
|  | 제1대 우토 호소카와가 당주 1646년 ~ 1690년 | 후임 호소카와 아리타카 |

|  | 제1대 우토번 번주 (우토 호소카와가) 1646년 ~ 1690년 | 후임 호소카와 아리타카 |